# Wulf Dorn
Wulf Dorn (Ichenhausen, 20 aprile 1969) è uno scrittore tedesco.
Ha ottenuto fama internazionale nel 2010 grazie al suo primo romanzo La psichiatra.

## Biografia
Oltre ad aver studiato lingue, ha lavorato per anni come logopedista per la riabilitazione del linguaggio in pazienti psichiatrici. Da sempre appassionato della lettura, Dorn comincia a scrivere vari racconti sin da quando aveva dodici anni. La psichiatra è stato il suo primo romanzo pubblicato in Germania il 5 gennaio 2009, divenuto un caso editoriale grazie al passaparola tra i lettori. A partire dal 2010 il romanzo venne tradotto in altre lingue, diventando un best seller con oltre 100 000 copie vendute.
In Italia le sue opere sono pubblicate dalla casa editrice Corbaccio.

## Opere
- 2010 - La psichiatra (Trigger), Milano, Corbaccio - traduzione di Alessandra Petrelli
- 2011 - Il superstite (Kalte Stille), Milano, Corbaccio - traduzione di Alessandra Petrelli
- 2012 - Follia profonda (Dunkler Wahn), Milano, Corbaccio - traduzione di Alessandra Petrelli
- 2013 - Il mio cuore cattivo (Mein böses Herz), Milano, Corbaccio - traduzione di Umberto Gandini
- 2014 - Phobia, Milano, Corbaccio - traduzione di Leonella Basiglini
- 2016 - Incubo (Die Nacht gehort den Wolfen), Milano, Corbaccio - traduzione di Alessandra Petrelli
- 2017 - Gli eredi (Die kinder), Milano, Corbaccio - traduzione di Alessandra Petrelli
- 2019 - Presenza oscura (21: Dunkle Begleiter), Milano, Corbaccio - traduzione di Alessandra Petrelli
- 2021 - L'ossessione (Trigger II: Intrusion), Milano, Corbaccio - traduzione di Alessandra Petrelli